# Castell de Cabres
Castell de Cabres és un municipi del País Valencià situat a la comarca del Baix Maestrat, que antigament formava part de l'antic terme de Morella. Depenent de la font, alguns consideren que el municipi forma part de la comarca dels Ports. Es troba al límit entre l'antic terme de Morella i la Tinença de Benifassà. La Pobla de Benifassà i Castell de Cabres són els únics pobles de la Tinença que mantenen municipi propi. Amb només 18 habitants, és el municipi valencià més petit.
Limita amb Herbers, Morella i Vallibona a la comarca dels Ports, la Pobla de Benifassà al Baix Maestrat i Pena-roja a la comarca aragonesa del Matarranya.

## Geografia
Hi abunden els pinars i els paratges pintorescs com ara el Boveral, el riu Escalona, el camí de sant Cristòfol, les antigues mines, la font del Raix i els mollons dedicats a diferents sants, des d'on es pot gaudir de magnífiques panoràmiques.
Està situat a 1.140 metres sobre el nivell del mar.

## Història
Segons una llegenda, el nom de Castell de Cabres provindria d'una batalla que els castellencs haurien guanyat amb l'estratagema d'omplir el castell amb moltes cabres amb una tea nugada a les banyes a fi d'aconseguir l'efecte que hi hauria molts soldats protegint la fortalesa, i així intimidar l'enemic, que creuria així que el castell estava ple de gom a gom i alçaria el setge. En realitat, es creu que va ser fundada pels àrabs (en època musulmana es trobava en el districte de Morella) i fou conquistada inicialment en 1195 per Alfons II (1157-1196), qui la cedí al bisbat de Tortosa. El nucli va quedar abandonat fins a la seua conquesta definitiva per Jaume I en 1233. En 1237 foren fundats al seu terme els llocs de Mola Escaboça i Vilanova, que prompte es despoblarien. En 1238, una vegada fundat el monestir de Santa Maria de Benifassà, passà a formar part de la tinença d'este orde del Cister, i en satisfeia dos terços del delme de collites i ramaderia. Fou poblat el 6 de gener de 1239 per Balasc d'Alagó. En 1423, a conseqüència de la guerra de Catalunya, restà despoblat. Durant el segle xix, Castell de Cabres va patir els danys de les guerres carlines, especialment durant la primera guerra, també coneguda per la ‘Guerra de Cabrera’, pel nom del general carlista.

## Demografia
| Evolució demogràfica (des de 1877) Censos de població | Evolució demogràfica (des de 1877) Censos de població | Evolució demogràfica (des de 1877) Censos de població |
| ----------------------------------------------------- | ----------------------------------------------------- | ----------------------------------------------------- |
|                                                       |                                                       |                                                       |
|                                                       |                                                       |                                                       |
|                                                       | Font: Institut Nacional d'Estadística                 |                                                       |

| Població | 22 | 21 | 19 | 18 | 19 | 19 | 19 | 18 | 18 | 18 | 16 | 17 | 17 | 15 |

## Política i govern

### Composició de la Corporació Municipal
En les eleccions municipals de 26 de maig de 2019 foren elegits 2 regidors del Partit Socialista del País Valencià (PSPV-PSOE) i 1 del Partit Popular (PP).
| Eleccions municipals de 26 de maig de 2019 - Castell de Cabres                                                         |                                          |                                     |                                                      |                   |         |          |
| Candidatura | Candidatura                              | Candidatura                         | Candidats                                            | Vots              | Vots    | Regidors |
| | Partit Socialista del País Valencià-PSOE |                                     | María José Tena Gasulla José Ramón Segura Giner      | 9 ( Sí) · 8 ( Sí) | 50,00%  | 2 ()     |
| | Partit Popular                           |                                     | Maria Isabel Orero Oms José Antonio Meseguer Barreda | 8 ( Sí) · 7 ( No) | 43,75%  | 1 ()     |
| | Vots en blanc                            |                                     |                                                      | 0                 | 0,00%   |          |
| Total vots vàlids i regidors                                                                                           | Total vots vàlids i regidors             | Total vots vàlids i regidors        | Total vots vàlids i regidors                         | 16                | 100 %   | 3        |
| | Vots nuls                                | Vots nuls                           | Vots nuls                                            | 1                 | 5,88%   |          |
| Participació (vots vàlids més nuls)                                                                                    | Participació (vots vàlids més nuls)      | Participació (vots vàlids més nuls) | Participació (vots vàlids més nuls)                  | 17                | 100%**  |          |
| Abstenció | Abstenció                                | Abstenció                           | Abstenció                                            | 0*                | 0,00%** |          |
| Total cens electoral                                                                                                   | Total cens electoral                     | Total cens electoral                | Total cens electoral                                 | 17*               | 100 %** |          |
| Alcaldessa: María José Tena Gasulla (PSPV) (15/06/2019) Per majoria absoluta dels vots dels regidors (2 vots del PSPV) |                                          |                                     |                                                      |                   |         |          |
| Fonts: JEC, JEZ Vinaròs, Periòdic Ara. (* No són vots sinó electors. ** Percentatge respecte del cens electoral.)      |                                          |                                     |                                                      |                   |         |          |

### Alcaldia
Des de 2019 l'alcaldessa de Castell de Cabres és María José Tena Gasulla del Partit Socialista del País Valencià (PSPV).
| Període                       | Alcalde o alcaldessa        | Partit polític | Data de possessió | Observacions |
| ----------------------------- | --------------------------- | -------------- | ----------------- | ------------ |
| 1979–1983                     | Ovidio Tena Segura          | UCD            | 19/04/1979        | --           |
| 1983–1987                     | Miquel Querol Viñals        | PSPV-PSOE      | 28/05/1983        | --           |
| 1987–1991                     | Amador Prades Segura        | PSPV-PSOE      | 30/06/1987        | --           |
| 1991–1995                     | José Ramón Segura Giner     | PSPV-PSOE      | 15/06/1991        | --           |
| 1995–1999                     | José Ramón Segura Giner     | PSPV-PSOE      | 17/06/1995        | --           |
| 1999–2003                     | José Ramón Segura Giner     | PSPV-PSOE      | 03/07/1999        | --           |
| 2003–2007                     | José Ramón Segura Giner     | PSPV-PSOE      | 14/06/2003        | --           |
| 2007–2011                     | José Vicente Prades Sabater | PSPV-PSOE      | 16/06/2007        | --           |
| 2011–2015                     | Mª Paz Querol Giner         | PP             | 11/06/2011        | --           |
| 2015–2019                     | Mª Paz Querol Giner         | PP             | 13/06/2015        | --           |
| 2019-2023                     | María José Tena Gasulla     | PSPV-PSOE      | 15/06/2019        | --           |
| Des de 2023                   | n/d                         | n/d            | 17/06/2023        | --           |
| Fonts: Generalitat Valenciana |                             |                |                   |              |

## Economia
L'economia castellenca és agrícola (concretament, de secà), ramadera (s'hi crien porcs, ovelles i cabres) i apícola. Fins al 1957 s'explotaren mines de carbó, i el material es distribuïa pels pobles de la zona, la masia de Godes i el mas del riu.

## Monuments

### Monuments religiosos
- Ermita de Sant Cristòfol. Del segle xvi.

Actualment té completament destruïda la coberta i els arcs s'han assolat a conseqüència d'un incendi en 1936 i del pas del temps; no obstant això, encara queden en peu els murs i la porta, que està formada per un arc de mig punt dovellat, rematat per un cordó modulat que seguix l'arc. La portada està llavorada amb grans peces de pedra calcària del país. Es tracta d'un exemple d'ermita de la Reconquesta de planta rectangular, que tenia una petita espadanya en el buit de la qual havia col·locat una campana fabricada en 1767.
- Església de Sant Llorenç Màrtir. Del segle xviii (1769).

És de planta claustral i acadèmica aragonesa. Conserva interessants estucs i pintures al fresc de finals del segle xviii, en origen tal vegada d'Oliet, que representen els quatre evangelistes, els pares de l'Església i les virtuts. Es conserva un calze sobredaurat gòtic, punxó de Morella, creu de rogacions gòtica de finals del segle XV (1495), punxó de Morella, atribuït a Bernart Santalínia, i una creu processional major gòtica (1480) atribuïda a Joan Santalínia. Destaca la pica baptismal del segle xiii, i la torre campanar construïda amb carreus i la creu que en remata la coberta.

### Monuments civils
- Castell.

Actualment el castell ha desaparegut pràcticament per complet, i únicament poden apreciar-se escasses restes del que van ser les muralles. Hi hagué segurament un senzill castell roquer, amb torre central i muralla, lloc avançat de les més grans fortaleses dels voltants.
Segons conta una vella llegenda de Castell de Cabres, se li va imposar este nom perquè en una guerra de fa moltíssims anys en el poble no quedaven més que vells, dones i xiquets, perquè els hòmens estaven lluitant en el camp de batalla. Cert dia al capvespre, un vell que estava de vigilància en el Castell va veure que s'acostaven al poble les tropes enemigues per a saquejar-lo: com no disposaven de mitjans humans per a impedir-ho, van fer pujar al castell totes les cabres que hi havia en el poble i les van lligar una tea encesa a cada banya. L'enemic va creure que tants punts de llum en la foscor de la nit eren torxes dutes per soldats, de manera que consideraren que es tractava d'una emboscada i van emprendre la retirada precipitadament. Amb est estratagema es va guanyar la batalla i es va posar al poble el nom de "Castell", pel seu castell, i " de "Cabres", en homenatge a aquelles cabres que van aüixar l'enemic.
- Pou de la Vila.

En un extrem de la Plaça de l'Església se situa un antic pou d'aigua. Durant molts anys va servir a la població d'aljub que arreplegava l'aigua de la pluja per mitjà d'un poal de cinc amb sistema de corriola tancada. Actualment, s'hi pot observar el conjunt del pou i com es podia accedir a l'interior per una petita porta que es tancava de l'exterior amb una reixa de creueria.

## Llocs d'interés
- El Bovalar. Microrreserva de flora.
- Font del Raix. Font romànica amb abeurador.
- Riu Castell de Cabres. Barranc dels termes municipals d'Herbers i Castell de Cabres, que discorre entre formacions muntanyoses i un camí mil·lenari que comunica les dos poblacions. Entre els múltiples atractius que presenta este itinerari destaca la vegetació exuberant, les mines abandonades de Castell de Cabres i el Molí de la Rambleta.

## Festes i gastronomia
- Sant Llorenç. Se celebra la primera setmana de setembre.
- Sant Vicent Ferrer. Se celebra el dissabte i diumenge després de Pasqua. El dissabte al matí les dones del poble preparen la tradicional "rosca de Sant Vicent", amb la massa es prepara un rectangle, el centre del qual es deixa buit, després es col·loquen tres dotzenes d'ous durs sobre la massa, adornats amb una corona feta de pasta i confits. Finalment es fica la rosca al forn. La finalitat de la rosca és rifar-la per a recaptar fons per a pagar les festes. El diumenge es fa l'oferta, on se subhasten pel sistema de licitacions els productes típics de la zona que regalen els veïns.